# Lövåsen
För stadsdelen i Katrineholm, se Lövåsen, Katrineholm, för orten i Säter kommun se Lövåsens silvergruva, för orten i Lindesbergs kommun, se Lövåsen, Lindesbergs kommun.
Lövåsen är en by i Hedesunda socken i Gävle kommun i Gävleborgs län. Fram till 2005 avgränsade och namnsatte SCB småorten Lövåsen och Dansheden som omfattade bebyggelsen i byn och dess grannby. Från 2015 har bebyggelsen åter klassats som en småort för att 2020 åter avregistreras.
Lövåsen finns dokumenterad från omkring år 1640.